# Jean-François Pouliot (réalisateur)
Pour les articles homonymes, voir Jean-François Pouliot et Pouliot.
Jean-François Pouliot (né en 1957 à Montréal) est un réalisateur, directeur de la photographie et monteur québécois.

## Filmographie

### Comme réalisateur
- 1979 : Canada vignettes : l'oeuf (co-réalisé avec Robert Bélisle)
- 1998 : Émilie de la nouvelle lune ("Emily of New Moon") (série TV)
- 2003 : La Grande Séduction
- 2006 : Le Guide de la petite vengeance
- 2008 : Champlain retracé, une œuvre en 3 dimensions,  ONF
- 2010 : Glimpses/Impressions (en)[1]
- 2014 : Dr. Cabbie
- 2015 : La Guerre des Tuques 3D
- 2016 : Les 3 P'tits Cochons 2
- 2016 : Votez Bougon

### Comme directeur de la photographie
- 1979 : Canada vignettes : l'oeuf

### comme Monteur
- 1979 : Canada vignettes : l'oeuf